# St. Johannis (Minden)

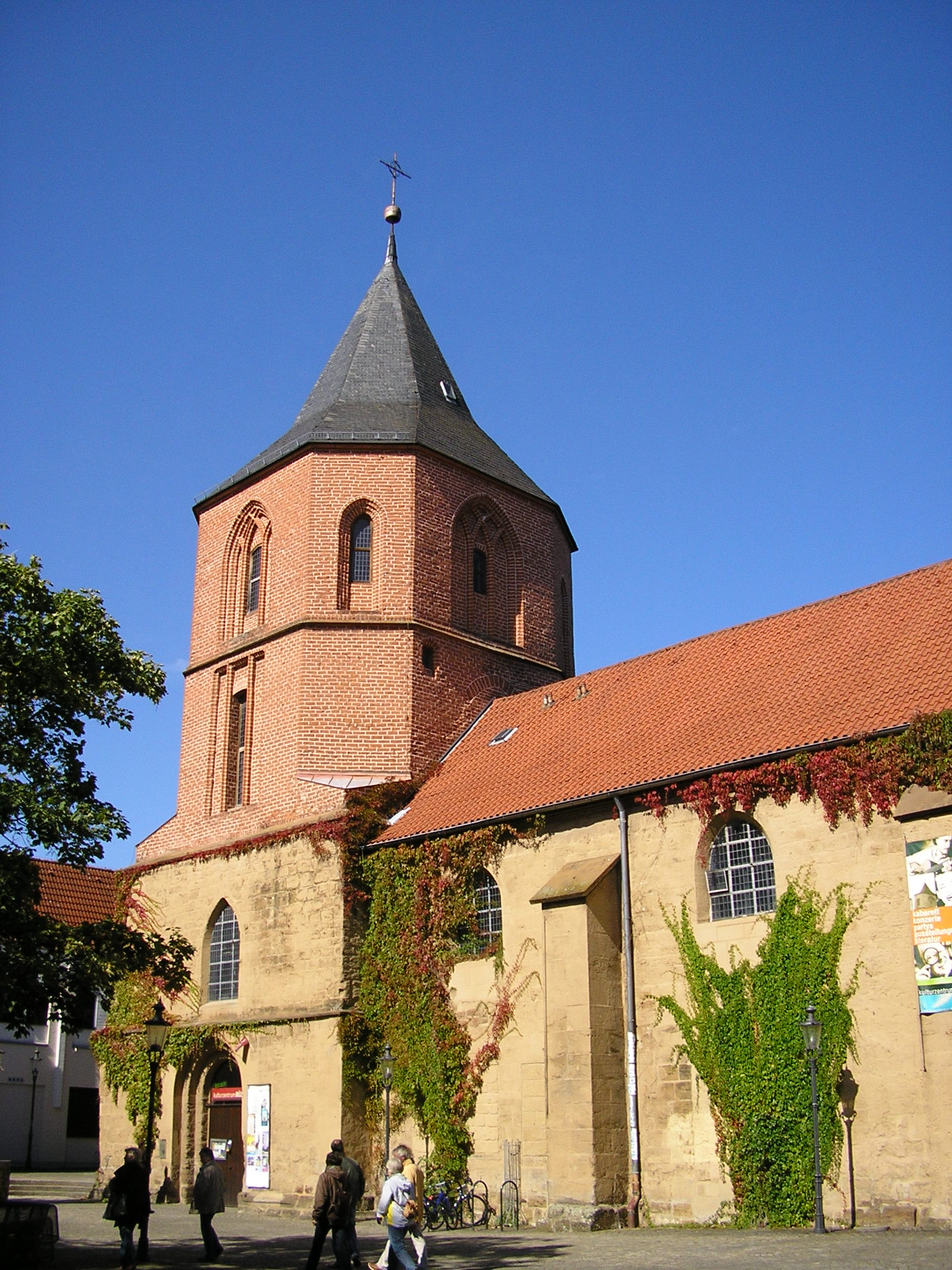
Der Turm der St.-Johannis-Kirche, Bürgerzentrum Johanniskirchhof

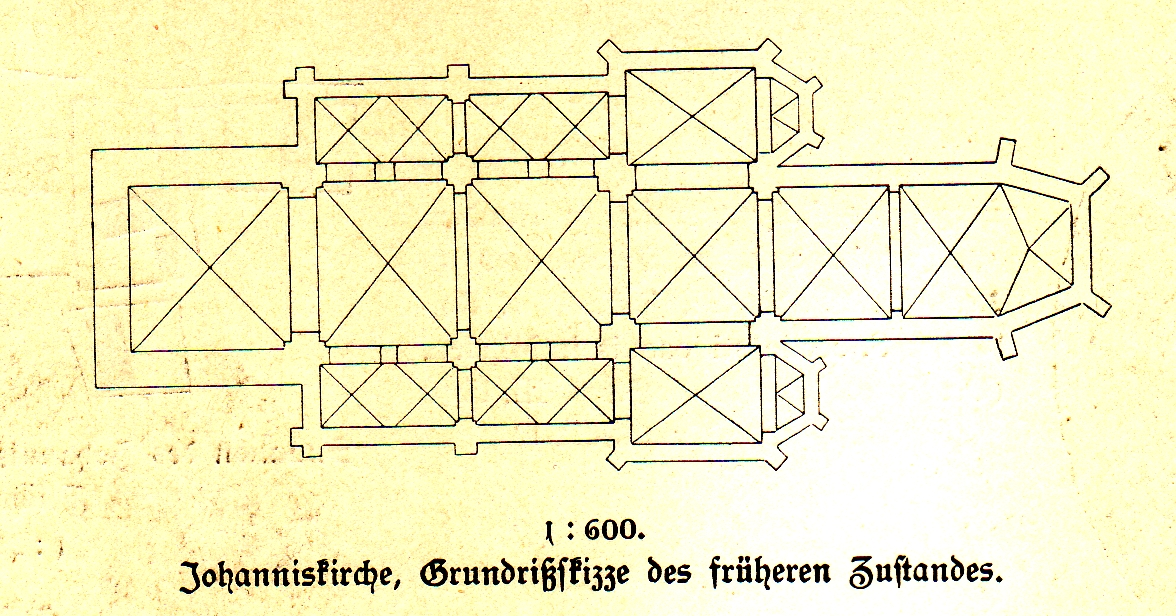
Skizze des Grundrisses vor dem Umbau

Koordinaten: 52° 17′ 28,2″ N, 8° 55′ 14,7″ O
St. Johannis ist ein Kirchengebäude aus dem 12./13. Jahrhundert in der ostwestfälischen Stadt Minden. Es wird heute als Bürgerzentrum genutzt.

## Nutzungsgeschichte
Das Kollegiatstift St. Johannis Evangelista in Minden wurde um 1200 vom Mindener Bischof Dietmar von Stromberg (1185–1206) und vom Mindener Domherrn Ramward gegründet.
Als die evangelisch gewordene Bürgerschaft die Reformation Ende 1529 endgültig in Minden durchsetzen wollte, nahm man unter anderem auch die Johanniskirche in Besitz und führte den evangelischen Gottesdienst ein. Die meisten Kanoniker von St. Johannis hatten die Stadt bereits verlassen. Nach dem Ende des Schmalkaldischen Krieges wurde 1548 den Kanonikern die Stiftskirche zurückgegeben. Um die Wende zum 17. Jahrhundert hielten katholische Stiftskanoniker wieder ihre Gottesdienste in St. Johannis ab. 1628 wies der Bischof von Minden die Kirche und Räumlichkeiten zur Klostergründung den Franziskanern der Sächsischen Franziskanerprovinz (Saxonia) zu; die Ordensleute genossen für ihre Gründung besonderen kaiserlichen Schutz, wurden jedoch bereits 1634 bei der Besetzung Mindens durch die Schweden aus der Stadt vertrieben.
1796–1801 benutzte die preußische Armee das Kirchenschiff als Getreidemagazin, auf Protest des Stifts wurde der Chor wieder für gottesdienstliche Zwecke der Kanoniker geräumt. Das Stift wurde von der Regierung des Königreichs Westphalen im Herbst 1810 aufgelöst.
Seit 1824 wurde das Kirchengebäude durch die preußische Armee als Landwehr-Zeughaus genutzt. 
Im 1902 erschienenen Band Minden der Bau- und Kunstdenkmäler von Westfalen ist die Kirche nur mit Zeichnungen dargestellt (die anderen Kirchen Mindens durchaus mit Fotos), siehe Scan.
Von 1945 bis 1957 diente die ehemalige Stiftskirche als Notkirche für die katholische Dompfarrgemeinde, deren Dom zerstört war. Danach war sie wieder Warenlager. Nach dem Übergang in das Eigentum der Stadt und Erstellung eines denkmalpflegerischen Gutachtens wurde sie 1978–1981 restauriert und zum Kulturzentrum BÜZ (Kürzel für ‚Bürgerzentrum‘) umgestaltet. 

## Bauwerk

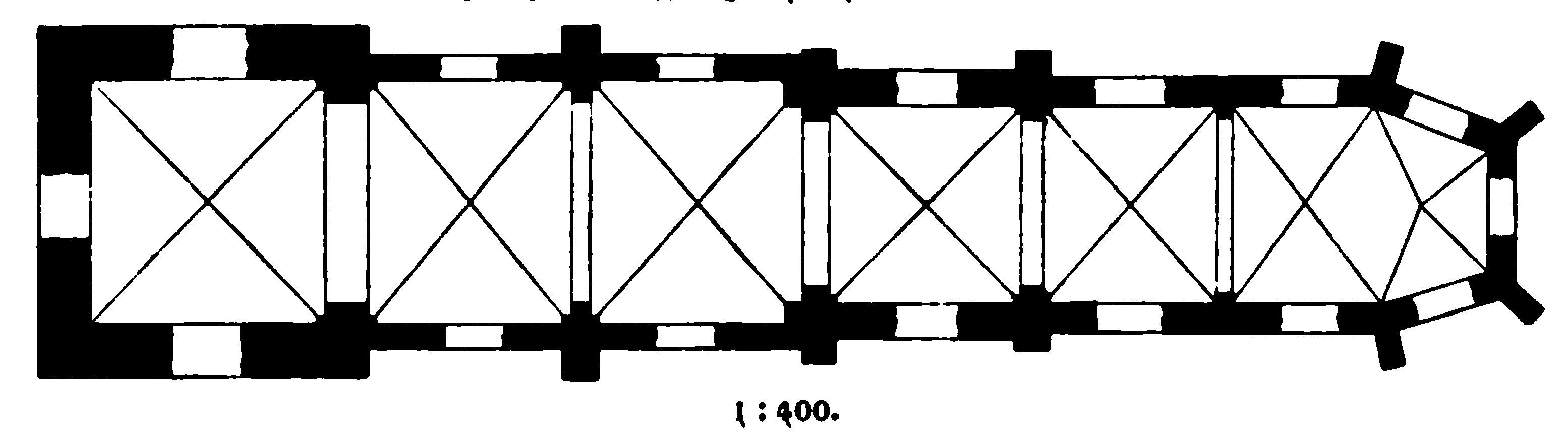
Grundriss nach dem Umbau

Errichtet wurde die Kirche im 12. Jahrhundert als dreischiffige romanische Gewölbebasilika. Wohl in der zweiten Hälfte des 15. Jahrhunderts erhielt der Turm seine beiden achteckigen Obergeschosse aus Backstein. Später wurden diese verputzt und blieben es bis 1979. Ende des 18. oder Anfang des 19. Jahrhunderts wurden die Seitenschiffe und Querschiffsarme der Basilika abgetragen, sodass die Kirche seither einschiffig ist.
Im Rahmen der Restaurierung wurde 1979/80 das Ziegelmauerwerk der achteckigen beiden oberen Turmgeschosse freigelegt und intensiv gereinigt. Mit Längen von 32–33 cm und Höhen von 7–8 cm sind die Backsteine noch mittelalterlich groß, sogar überdurchschnittlich lang, aber nicht ganz so dick wie typisches Klosterformat. Auch das Gewölbe im Turm ist, im Gegensatz zu den übrigen Gewölben dieser Kirche, aus Backstein.
Die oberen Turmgeschosse sind eines der beiden erkennbaren Werke der Backsteingotik in Ostwestfalen.